# Sigulda
Sigulda () est une ville de la région de Vidzeme en Lettonie, à 53 kilomètres de la capitale Riga. Située sur les rives de la Gauja, elle fait partie du territoire du Parc national de la Gauja. C'est le centre administratif de Siguldas novads. La population est de 10 603 habitants (en 2005) répartie sur une superficie de 18,2 kilomètres carrés.
La rive gauche est appelée Turaida, elle est célèbre par son architecture gothique et associée à la légende de la Rose de Turaida. La grotte de Gutmanis, qui se trouve sur son territoire est la plus grande de Lettonie. La rive droite porte le nom de Krimulda. Sur son territoire se trouvent les ruines du château médiéval de Sigulda et la grotte Trou au Diable, l'ancien lit de source et lieu de culte païen. La ville possède de nombreux autres monuments historiques et architecturaux.
C'est un important site touristique qui pour la beauté de son paysage a été surnommé la Suisse de Vidzeme (en letton : Vidzemes Šveice).
La ville dispose d'équipements sportifs comme une piste de luge qui peut accueillir des compétitions internationales officielles de bobsleigh, de luge ou de skeleton.

## Jumelage
La ville fait partie du douzelage depuis 2004.
- Géorgie : Tchiatoura

## Galerie

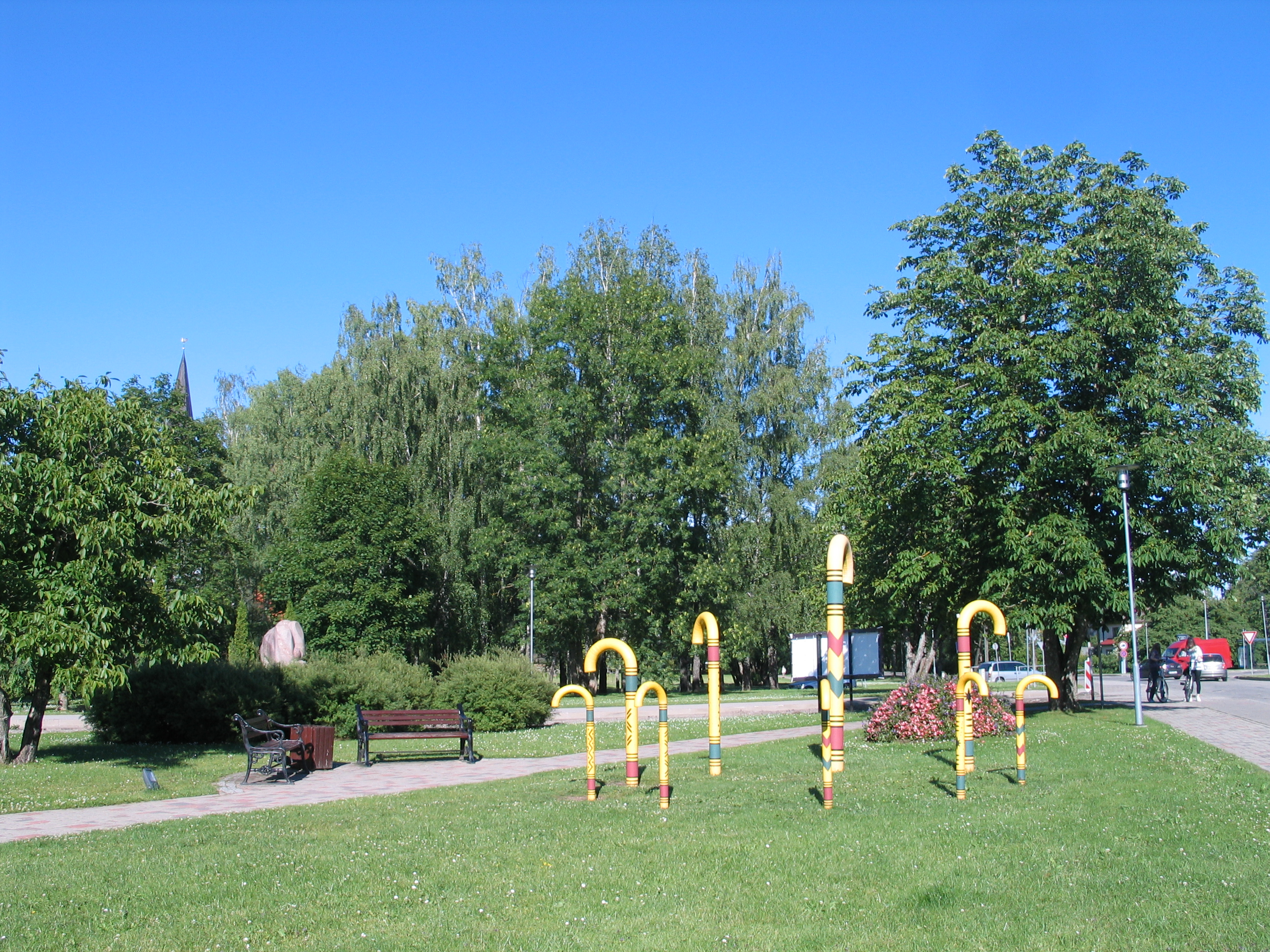
Square des sticks à Sigulda.
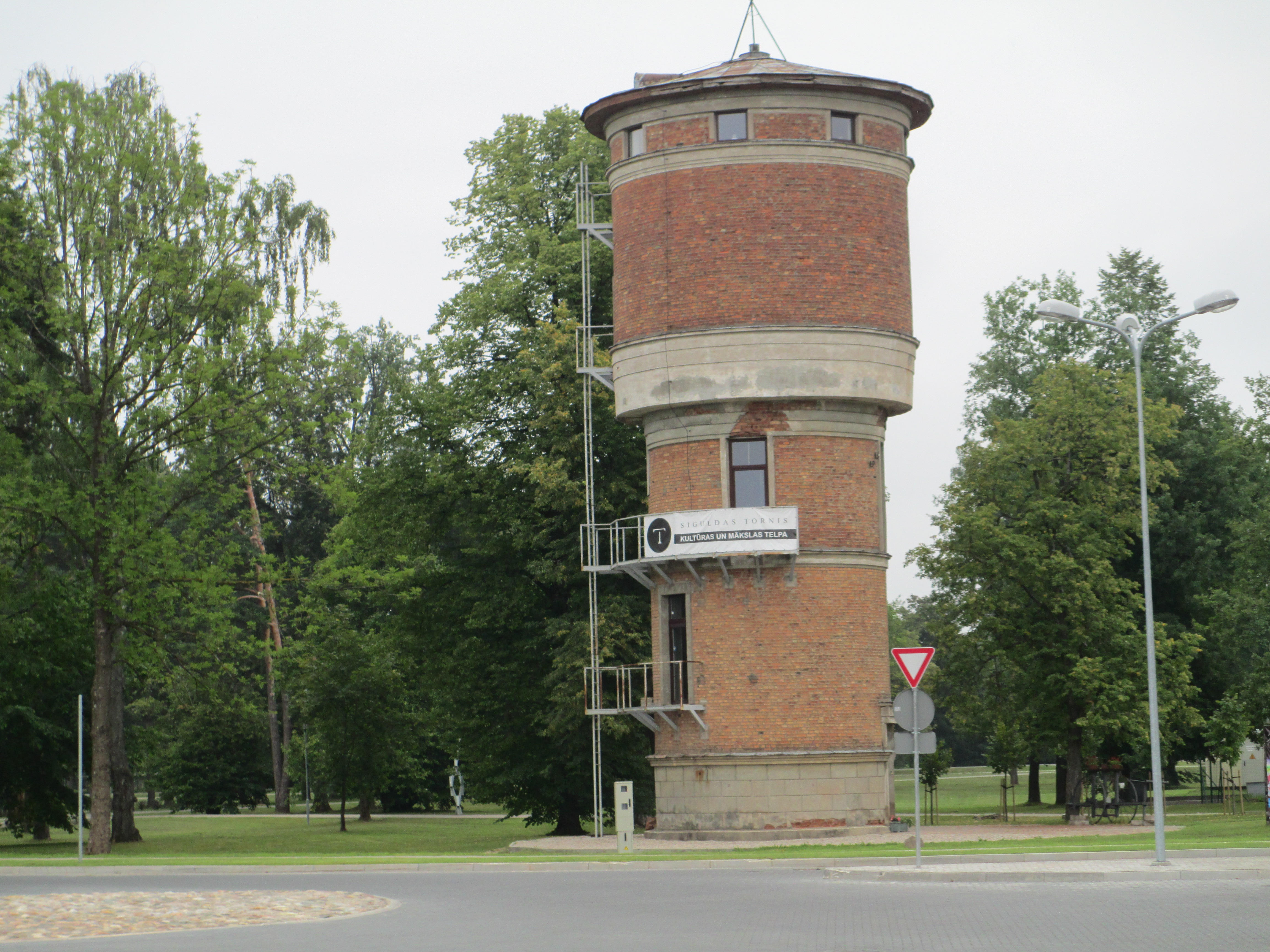
Château d'eau de Sigulda.
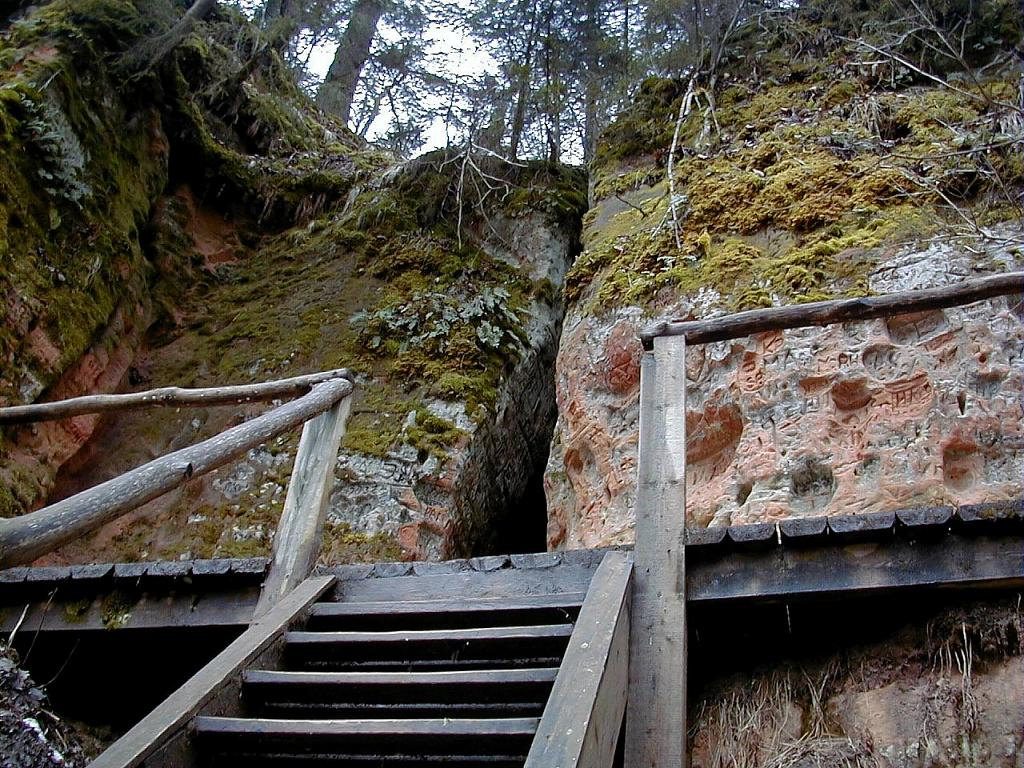
Grotte de Pierre (Pētera ala).
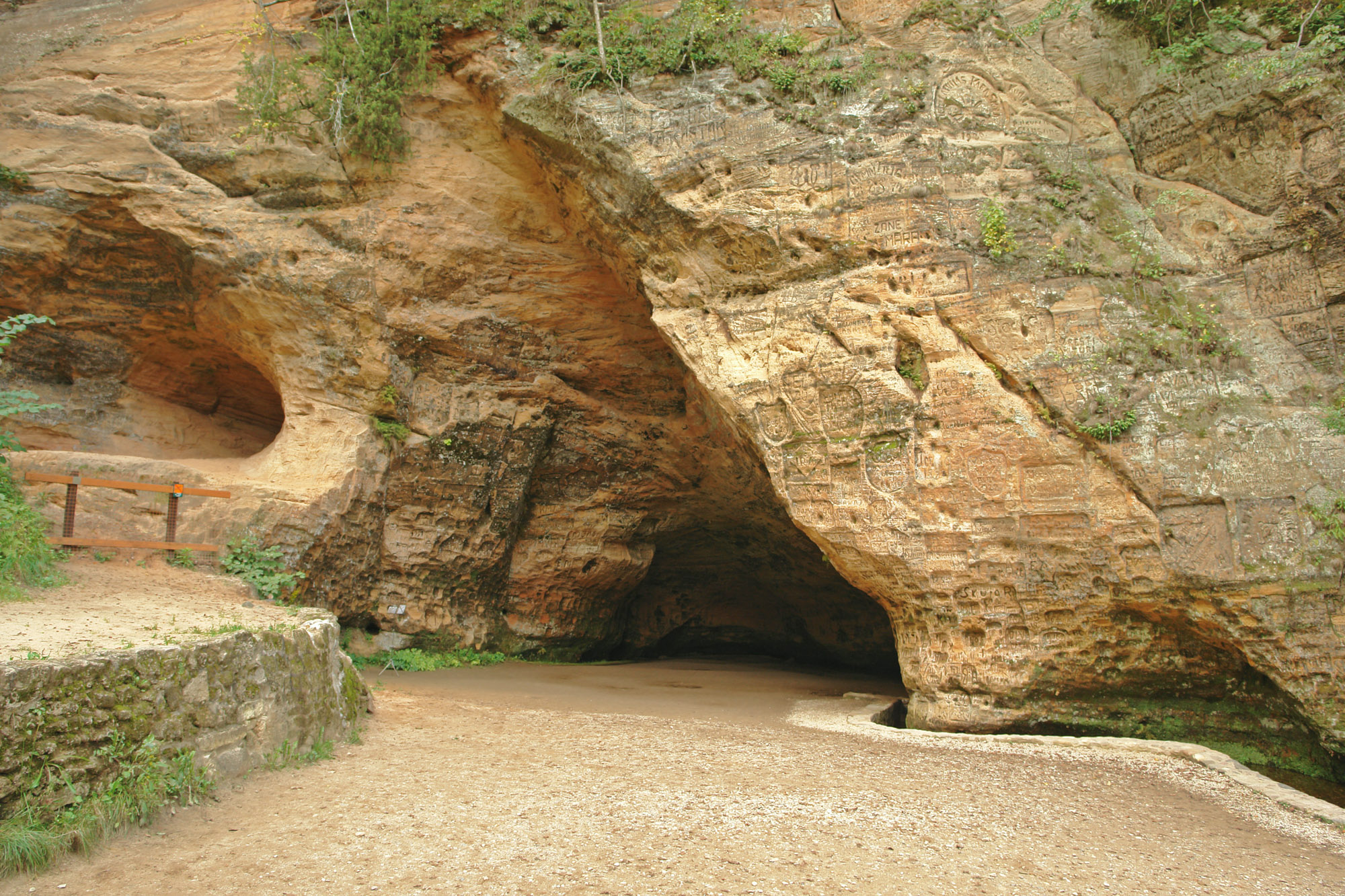
La grotte de Gutmanis.
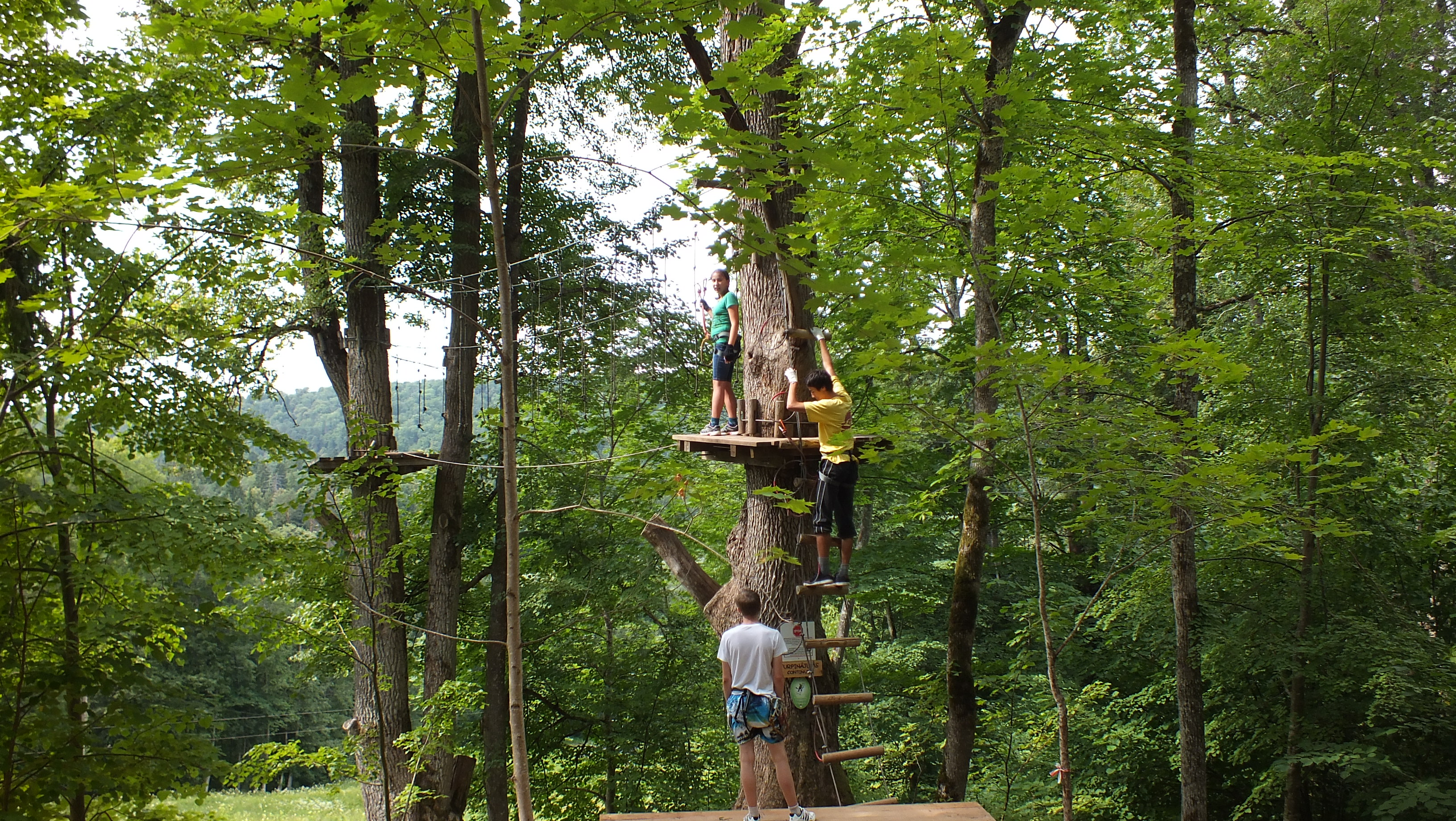
Parcours d'aventure Mežakaķis.
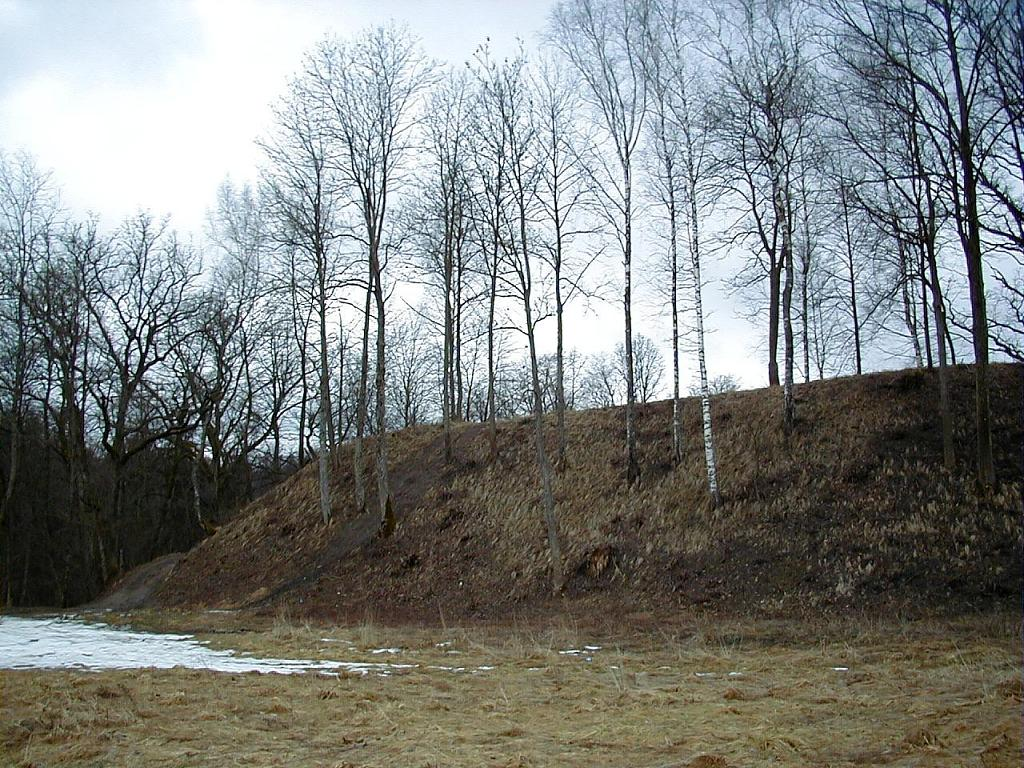
Un castro à Sigulda.
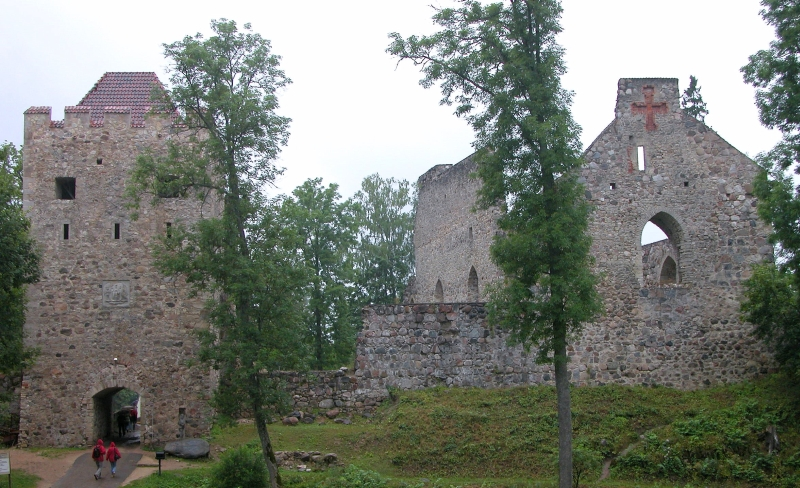
Château de Sigulda.
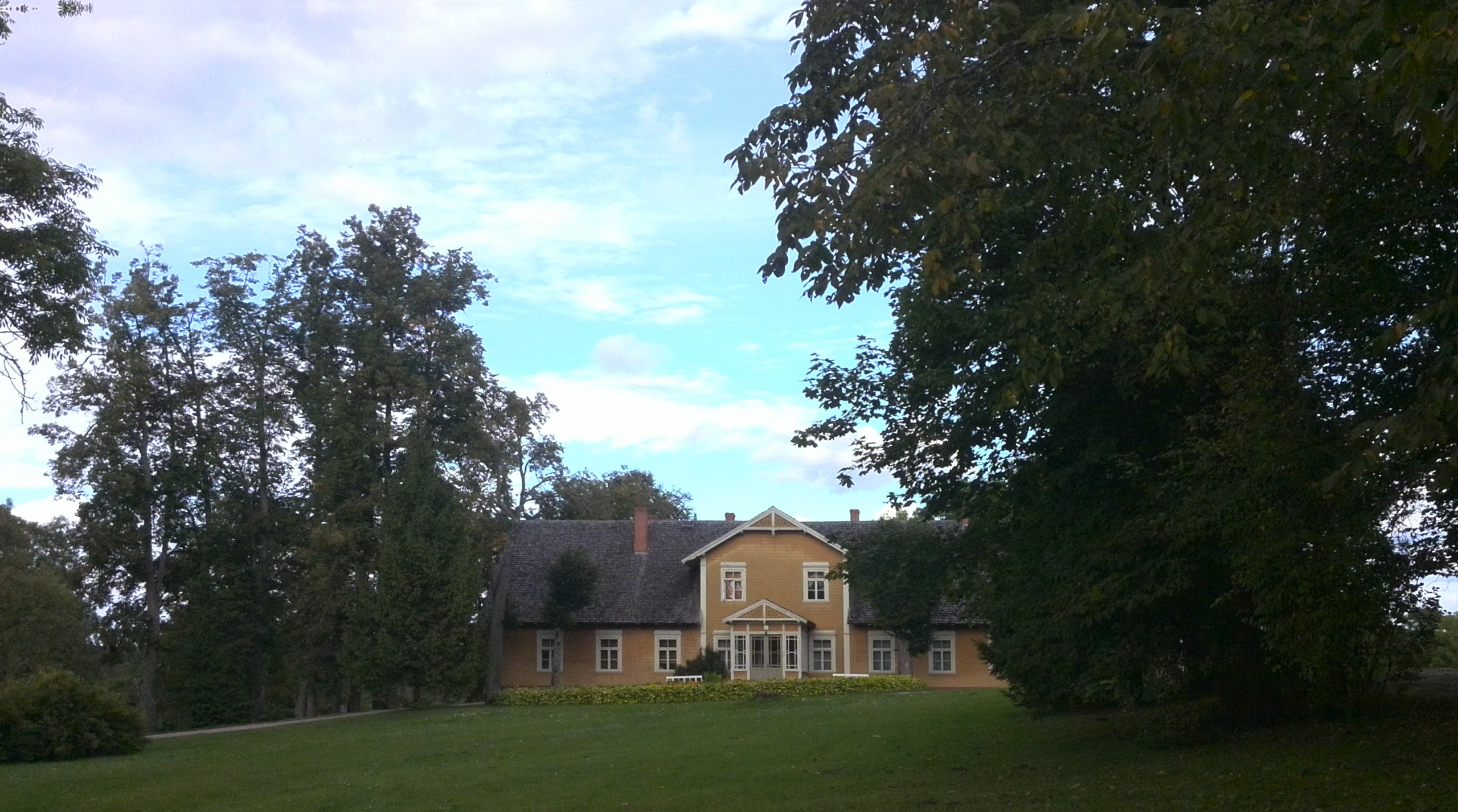
Manoire de Turaida.
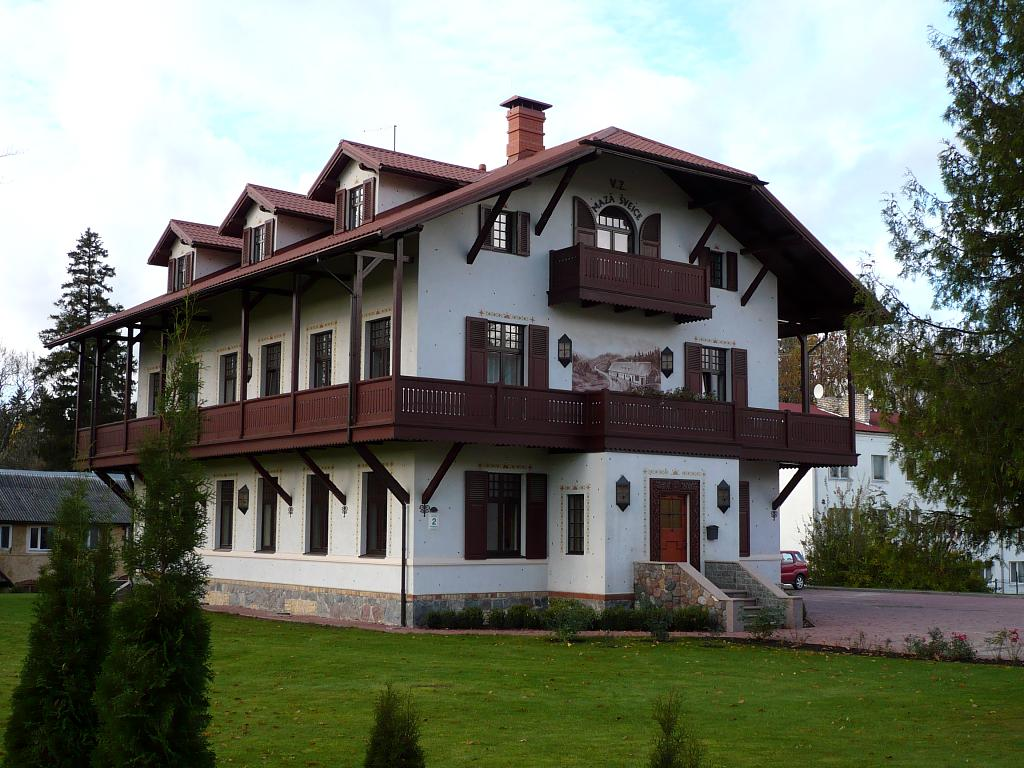
"Maison suisse" de Sigulda.
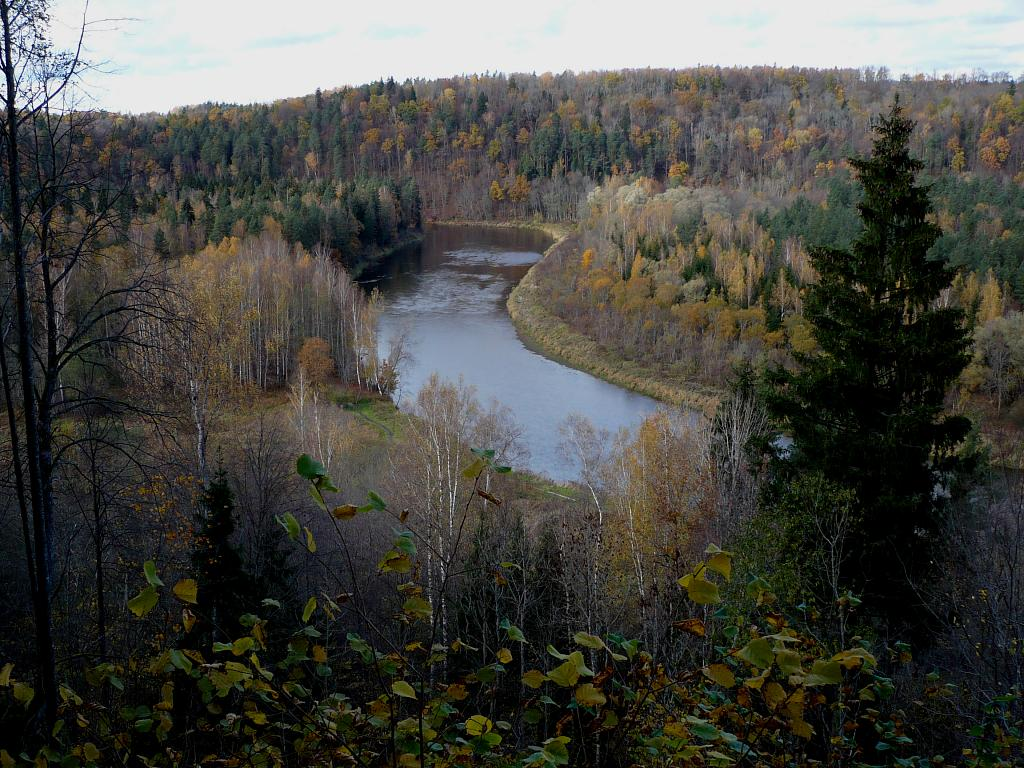
Vue sur la Gauja à Sigulda.
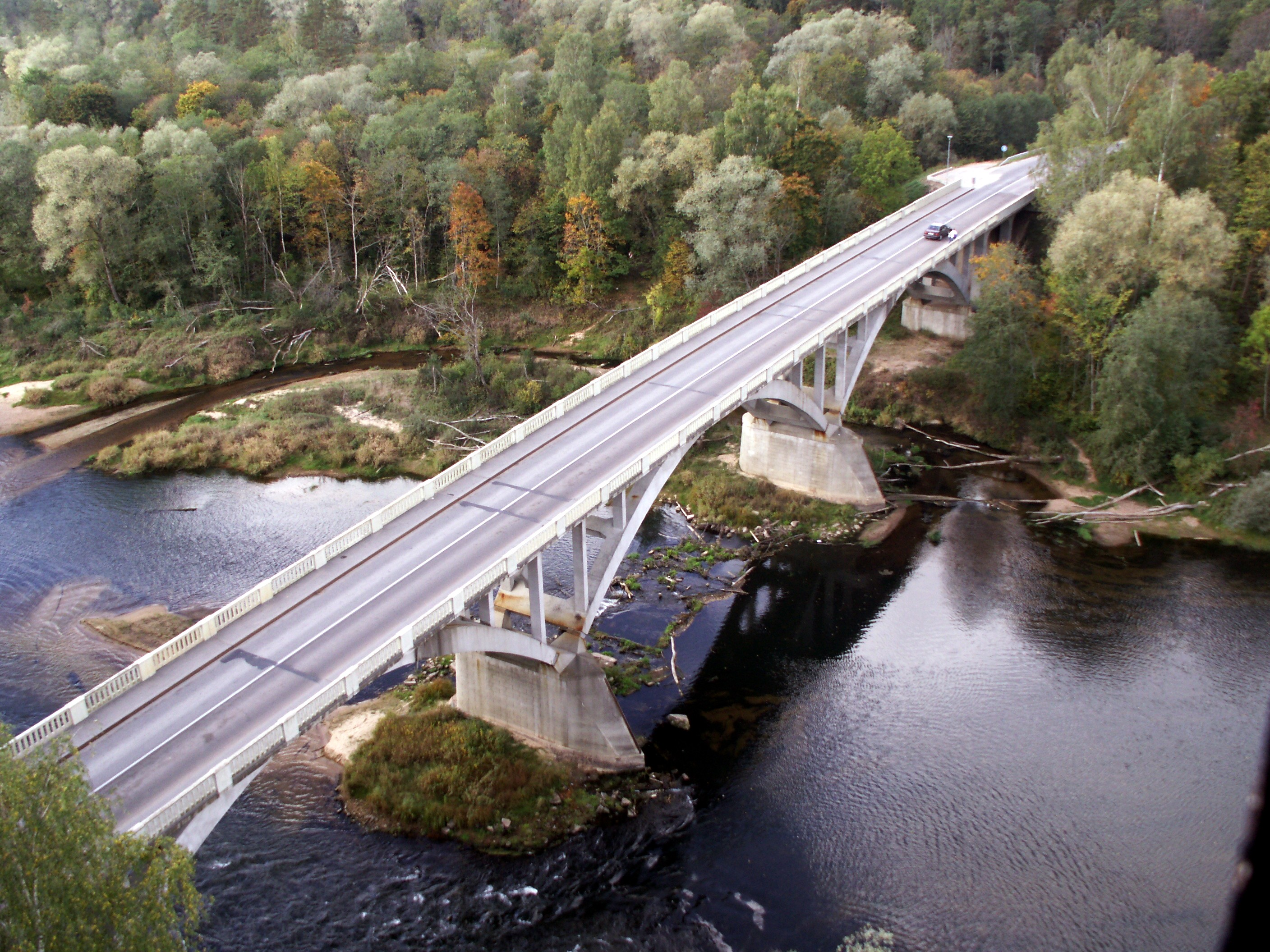
Pont sur la Gauja.